# Großkmehlen
Grosskmehlen est une commune allemande de l'arrondissement de Haute-Forêt-de-Spree-Lusace, Land de Brandebourg.

## Géographie
Großkmehlen se situe dans le Schraden, mais pas dans la Lusace.
La commune comprend les quartiers de Frauwalde, Großkmehlen et Kleinkmehlen.
|             | Schraden      | Lindenau |
| Großthiemig | Großkmehlen   |          |
|             | Lampertswalde | Ortrand  |

## Histoire
Kleinkmehlen est le village le plus ancien. Großkmehlen est mentionné pour la première fois en 1205.

## Monuments
- Château

## Personnalités liées à la commune
- Georg Wilhelm Munke (1772–1847), physicien
- Karl Eduard Zachariae von Lingenthal (1812–1894), historien du droit
- Adolf Werner (1827–1904), peintre
- Theodor Zachariae (1851–1934), indologue
- Erich Kunisch (1929–2003), peintre

## Source, notes et références
- (de) Cet article est partiellement ou en totalité issu de l’article de Wikipédia en allemand intitulé « Großkmehlen » (voir la liste des auteurs).